# Ржаницкое сельское поселение
Ржа́ницкое сельское поселение — упразднённое муниципальное образование в восточной части Жуковского района Брянской области.
Административный центр — село Ржаница.

## История
Образовано в результате проведения муниципальной реформы в 2005 году, путём слияния дореформенного Ржаницкого сельсовета и части Гришинослободского сельсовета (дер. Старое Лавшино).
С 7 августа 2020 года упразднено в результате преобразования Жуковского района в муниципальный округ.

## Население
| 2010  | 2011  | 2012  | 2013  | 2014  | 2015  | 2016  |
| ----- | ----- | ----- | ----- | ----- | ----- | ----- |
| 5490  | ↘5483 | ↘5469 | ↘5392 | ↘5286 | ↗5291 | ↘5284 |
| 2017  | 2018  | 2019  | 2020  |       |       |       |
| ↘5236 | ↘5186 | ↘5128 | ↘5080 |       |       |       |

## Населённые пункты
| № | Населённый пункт | Тип                          | Население |
| - | ---------------- | ---------------------------- | --------- |
| 1 | Красный Бор      | посёлок                      | ↘348      |
| 2 | Небольсинский    | посёлок                      | ↘85       |
| 3 | Ржаница          | село, административный центр | ↘4262     |
| 4 | Старое Лавшино   | деревня                      | →0        |